# Uống

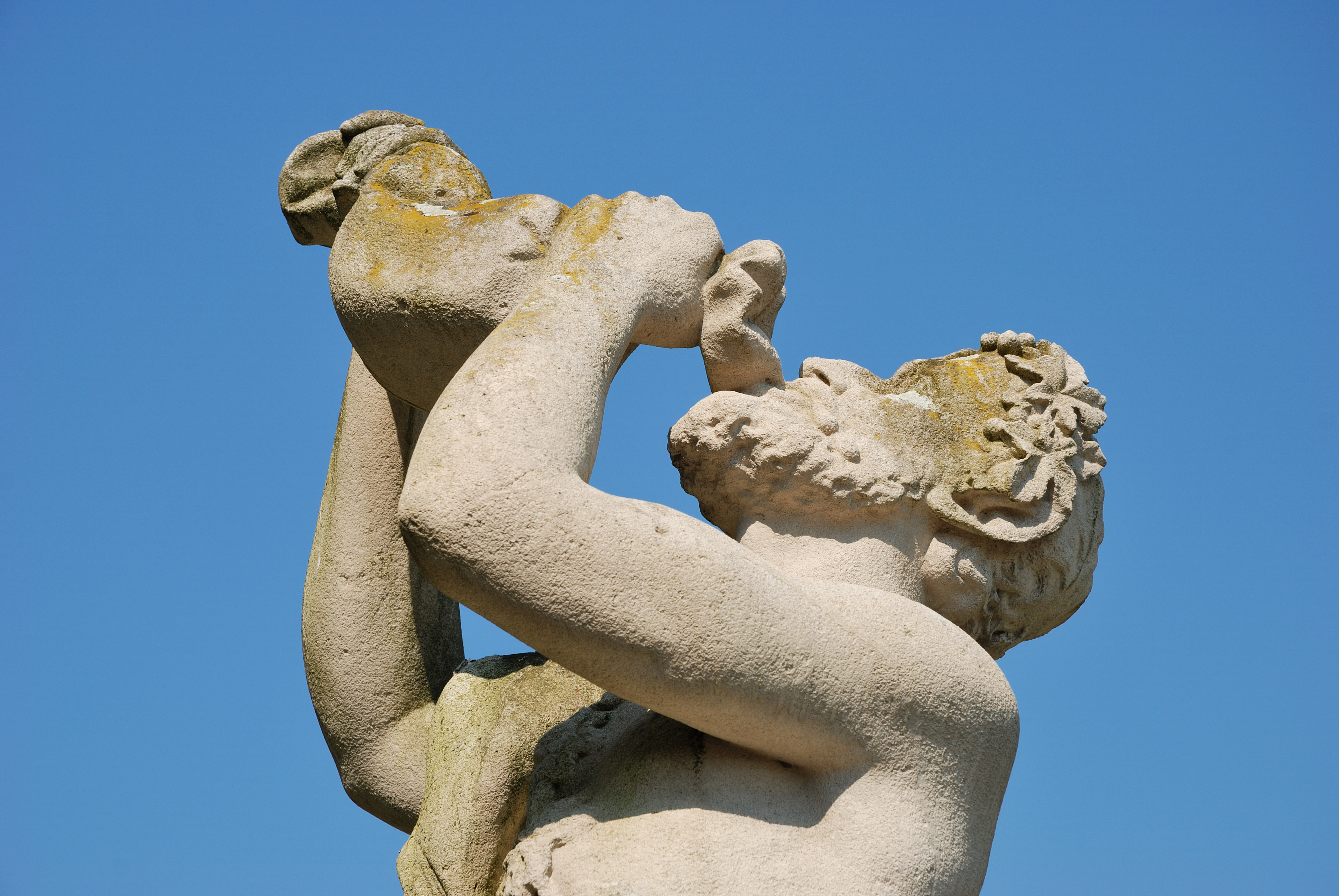
Hành động uống rượu được miêu tả trong một bức tượng Hồi giáo, nhân vật này sử dụng một loại túi nước truyền thống.

Uống là hành động tiêu thụ nước hoặc chất lỏng khác vào cơ thể qua đường miệng. Nước là cần thiết cho nhiều quá trình sinh lý. Uống quá nhiều nước và uống không đủ nước đều dẫn đến các vấn đề sức khỏe.

## Cách thức uống của con người & động vật

### Ở người
Khi một chất lỏng đi vào miệng của con người, quá trình nuốt được nhu động thực hiện sẽ đưa chất lỏng vào dạ dày; phần lớn việc đưa nước qua miệng này sẽ được trọng lực thực hiện. Chất lỏng có thể được đưa vào miệng bằng tay hoặc sử dụng một vật đựng đồ uống. Uống cũng có thể được thực hiện bằng hành vi hít vào, điển hình là khi nếm chất lỏng nóng hoặc uống bằng thìa. Trẻ sơ sinh sử dụng một phương pháp hút trong đó môi của đứa trẻ bị ép chặt quanh một nguồn chất lỏng, như khi cho con bú: sự kết hợp giữa hơi thở và chuyển động lưỡi tạo ra một khoảng trống để hút chất lỏng vào.

### Ở động vật thủy sinh
Động vật lưỡng cư và động vật thủy sinh sống ở nước ngọt không cần uống: chúng hấp thụ nước đều đặn qua da bằng cách thẩm thấu. Tuy nhiên, cá nước mặn uống nước qua miệng khi chúng bơi và thanh lọc lượng muối dư thừa qua mang.

### Ở động vật trên cạn

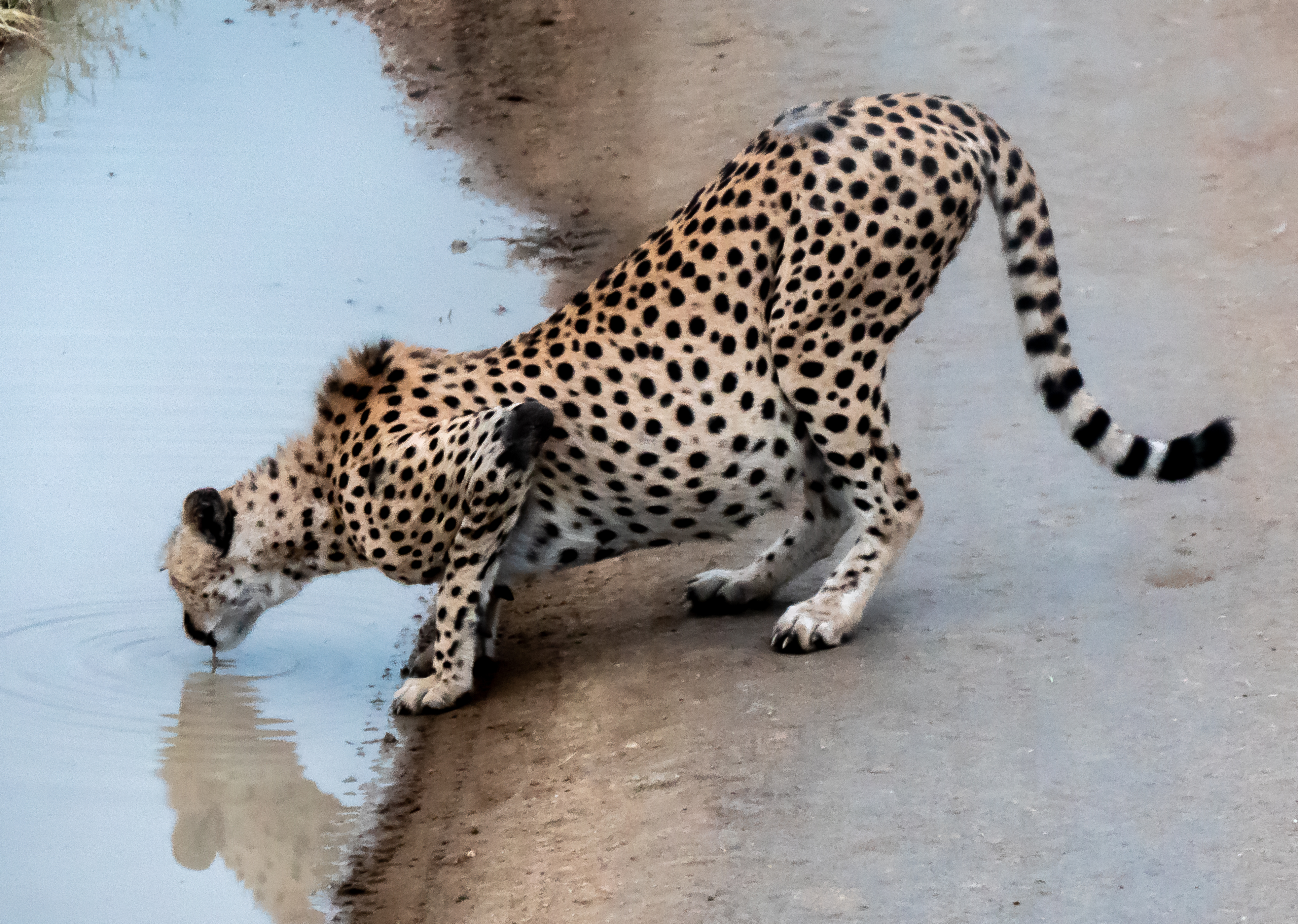
Một con báo săn đang uống nước

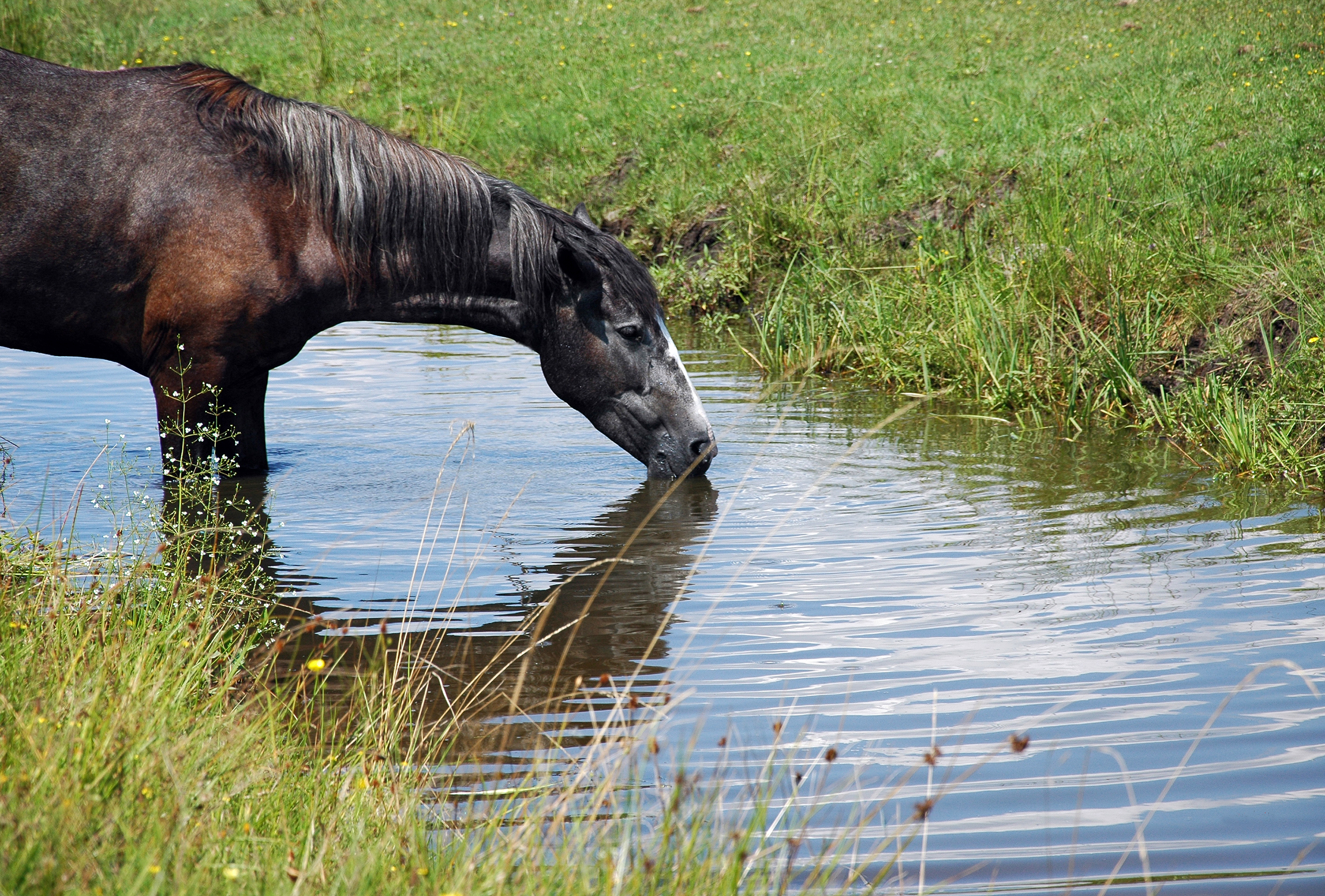
Một con ngựa đang uống nước

Do sự cần thiết, động vật trên cạn trong điều kiện nuôi nhốt đã quen với nước do uống trực tiếp, nhưng hầu hết các động vật chuyển vùng tự do đều lấy nước thông qua chất lỏng và độ ẩm trong thức ăn tươi. Khi điều kiện bên ngoài thúc đẩy chúng uống nước từ cơ thể, các phương pháp chúng dùng để uống khác nhau rất nhiều giữa các loài. Nhiều động vật sa mạc không uống ngay cả khi nước có sẵn, mà lấy nước dựa vào việc ăn thực vật mọng nước.
Mèo, động vật họ chó và động vật nhai lại đều hạ thấp cổ và hút nước vào miệng bằng lưỡi. Mèo và các giống chó đều lấy nước bằng cách dùng lưỡi liếm theo hình dạng giống cái thìa. Giống chó lấy nước bằng cách dùng lưỡi đưa nước vào miệng bằng việc tạo hình dạng lưỡi thành một cái muôi. Tuy nhiên, với mèo, chỉ đầu lưỡi của chúng chạm vào nước, và sau đó con mèo nhanh chóng kéo lưỡi của nó lùi vào trong miệng; việc này dẫn đến một cột chất lỏng bị kéo vào miệng mèo, sau đó chúng đóng miệng lại. Động vật nhai lại và hầu hết các động vật ăn cỏ khác đưa miệng ngập vào trong nước để hút nước bằng việc đưa lưỡi lao thẳng vào nước. Mèo uống với tốc độ chậm hơn đáng kể so với động vật nhai lại, do những động vật nhai lại phải đối mặt với những nguy cơ săn mồi trong tự nhiên lớn hơn, và do vậy phải uống nhanh hơn.  Độc đáo nhất là loài voi, chúng hút nước vào vòi và dùng vòi phun nước vào miệng.

## Sách tham khảo
- Broom, Donald M. (1981). Biology of Behaviour: Mechanisms, Functions and Applications. Cambridge: Cambridge University Press. ISBN 0-521-29906-3. Truy cập ngày 31 tháng 8 năm 2013.
- Curtis, Helena; Barnes, N. Sue (1994). Invitation to Biology. Macmillan. ISBN 0879016795. Truy cập ngày 31 tháng 8 năm 2013.
- Fiebach, Nicholas H., biên tập (2007). Principles of Ambulatory Medicine. Lippincott Williams & Wilkins. ISBN 978-0-7817-6227-4. Truy cập ngày 31 tháng 8 năm 2013.
- Flint, Austin (1875). The Physiology of Man. New York: D. Appleton and Co. OCLC 5357686. Truy cập ngày 31 tháng 8 năm 2013.
- Gately, Iain (2008). Drink: A Cultural History of Alcohol. New York: Penguin. tr. 1–14. ISBN 978-1-59240-464-3. Truy cập ngày 31 tháng 8 năm 2013.
- Mayer, William (2012). Physiological Mammalogy. Quyển II. Elsevier. ISBN 9780323155250. Truy cập ngày 31 tháng 8 năm 2013.
- Provan, Drew (2010). Oxford Handbook of Clinical and Laboratory Investigation. Oxford: Oxford University Press. ISBN 978-0-19-923371-7. Truy cập ngày 31 tháng 8 năm 2013.
- Smith, Robert Meade (1890). The Physiology of the Domestic Animals. Philadelphia, London: F.A. Davis. Truy cập ngày 31 tháng 8 năm 2013.